# Globoko, Brežice
Globoko este o localitate din comuna Brežice, Slovenia, cu o populație de 301 locuitori.